# Трофимов, Алексей Владимирович
Алексей Владимирович Трофимов (17 января 1975, Владимир) — российский футболист, полузащитник.
Начинал карьеру в командах первой лиги России «Торпедо» Владимир (1992—1994) и «Шинник» Ярославль (1995—1996). Затем выступал во втором дивизионе за клубы «Волга» Тверь (1997), «Торпедо» Владимир (1998, 2001), «Автомобилист» Ногинск (1999—2001), «Уралан-ПЛЮС» Москва (2002), «Спартак» Кострома (2003), «Северсталь» Череповец (2004), «Локомотив-М» Серпухов (2005), «Спартак-МЖК» Рязань (2005), «Звезда» Серпухов (2006).
В 2004 году играл за клуб ЛФЛ «Серпухов». После окончания профессиональной карьеры выступал за команды чемпионата Владимирской области «Ковровец» Ковров (2007), «Автоприбор» Владимир (2008), «Никос» пос. имени Кирова, Камешковский район (2009), «Динамо» Петушки (2010).
С 2016 года — главный тренер команды «ВНИИЗЖ».